# Oleksandr Čornomorec'
Oleksandr Serhijovyč Čornomorec' (in ucraino Олександр Сергійович Чорноморець?; Zelenodol's'k, 5 aprile 1993) è un calciatore ucraino, difensore del Metalist 1925 in prestito dal Vorskla.

## Caratteristiche tecniche
È un terzino sinistro.

## Carriera

### Club
Acquistato dalla Dinamo Kiev nel 2011, dal 2012 al 2016 ha militato nella seconda squadra impegnata in Perša Liha, collezionando 89 presenze. Dal 2016 al 2018 ha giocato nel Desna Černihiv, dove ha trovato le prime reti in carriera nel match di Kubok Ukraïny vinto 4-0 contro il Balkany Zorja, quando ha messo a segno una doppietta.
Dopo sei mesi disputati con la maglia del Volyn', nell'agosto 2018 di è trasferito al Kolos Kovalivka con cui ha ottenuto la promozione in Prem"jer-liha al termine della stagione. Ha debuttato nella massima divisione ucraina il 4 agosto 2019 prendendo parte all'incontro vinto 1-0 contro l'Olimpik Donec'k.
Nell'estate 2024 passa alla squadra del Vorskla.

### Nazionale
Tra il 2010 ed il 2012 ha totalizzato complessivamente 8 presenze nella nazionale ucraina Under-19.

## Statistiche
Statistiche aggiornate al 28 ottobre 2024.

### Presenze e reti nei club
| Stagione               | Squadra                | Campionato             | Campionato | Campionato | Coppe nazionali | Coppe nazionali | Coppe nazionali | Coppe continentali | Coppe continentali | Coppe continentali | Altre coppe | Altre coppe | Altre coppe | Totale | Totale | Totale |
| Stagione               | Squadra                | Comp                   | Pres       | Reti       | Comp            | Pres            | Reti            | Comp               | Pres               | Reti               | Comp        | Pres        | Reti        | Pres   | Reti   |        |
| ---------------------- | ---------------------- | ---------------------- | ---------- | ---------- | --------------- | --------------- | --------------- | ------------------ | ------------------ | ------------------ | ----------- | ----------- | ----------- | ------ | ------ | ------ |
| 2012-2013              | Dinamo-2 Kiev          | 1L                     | 23+2       | 0          |                 | -               | -               |                    | -                  | -                  |             | -           | -           | 25     | 0      |        |
| 2013-2014              | Dinamo-2 Kiev          | 1L                     | 22         | 0          |                 | -               | -               |                    | -                  | -                  |             | -           | -           | 22     | 0      |        |
| 2014-2015              | Dinamo-2 Kiev          | 1L                     | 25         | 0          |                 | -               | -               |                    | -                  | -                  |             | -           | -           | 25     | 0      |        |
| gen.-giu. 2016         | Dinamo-2 Kiev          | 1L                     | 17         | 0          |                 | -               | -               |                    | -                  | -                  |             | -           | -           | 17     | 0      |        |
| Totale Dinamo-2 Kiev   | Totale Dinamo-2 Kiev   | Totale Dinamo-2 Kiev   | 89         | 0          |                 | -               | -               |                    | -                  | -                  |             | -           | -           | 89     | 0      |        |
| 2015-gen. 2016         | Desna Černihiv         | 1L                     | 8          | 0          | CU              | 0               | 0               |                    | -                  | -                  |             | -           | -           | 8      | 0      |        |
| 2016-2017              | Desna Černihiv         | 1L                     | 27         | 0          | CU              | 2               | 0               |                    | -                  | -                  |             | -           | -           | 29     | 0      |        |
| 2017-gen. 2018         | Desna Černihiv         | 1L                     | 16         | 0          | CU              | 2               | 2               |                    | -                  | -                  |             | -           | -           | 18     | 2      |        |
| Totale Desna Černihiv  | Totale Desna Černihiv  | Totale Desna Černihiv  | 51         | 0          |                 | 4               | 2               |                    | -                  | -                  |             | -           | -           | 55     | 2      |        |
| gen.-giu. 2018         | Volyn'                 | 1L                     | 12         | 1          | CU              | 0               | 0               |                    | -                  | -                  |             | -           | -           | 12     | 1      |        |
| 2018-2019              | Kolos Kovalivka        | 1L                     | 17+1       | 1          | CU              | 1               | 0               |                    | -                  | -                  |             | -           | -           | 19     | 1      |        |
| 2019-2020              | Kolos Kovalivka        | PL                     | 19         | 0          | CU              | 0               | 0               |                    | -                  | -                  |             | -           | -           | 19     | 0      |        |
| 2020-2021              | Kolos Kovalivka        | PL                     | 6          | 0          | CU              | 0               | 0               | UEL                | 0                  | 0                  |             | -           | -           | 6      | 0      |        |
| Totale Kolos Kovalivka | Totale Kolos Kovalivka | Totale Kolos Kovalivka | 43         | 1          |                 | 1               | 0               |                    | 0                  | 0                  |             | -           | -           | 44     | 1      |        |
| Totale carriera        | Totale carriera        | Totale carriera        | 195        | 2          |                 | 5               | 2               |                    | 0                  | 0                  |             | -           | -           | 200    | 4      |        |